# El moliner, el seu fill i l'ase
El moliner, el seu fill i l'ase és el nom que rep una faula d'origen incert (potser Isop) que compta amb múltiples versions, entre elles una àrab recollida als contes de Nasreddín, un relat de El Conde Lucanor o l'adaptació de Jean de La Fontaine.

## Argument
Un moliner va al mercat amb el seu fill. Carreguen la mercaderia a l'ase i ells van a peu fins que senten com uns veïns es burlen d'ells per anar caminant tenint un transport. El moliner llavors fa pujar el seu fill a l'ase. Una dona comenta que el fill no té pietat del pare vell i aleshores és el moliner qui puja a l'ase mentre el nen va a peu. Però un camperol afirma que és un pare desnaturalitzat per permetre que el fill vagi caminant i s'esgoti mentre ell va tan còmode. Per això decideixen pujar tots dos a lloms de l'ase, fins que uns homes s'exclamen que són uns maltractadors per carregar tant el pobre animal.

## Anàlisi
El missatge de la faula és que mai es pot contentar tothom i que qualsevol decisió portarà crítiques de la gent o d'algunes persones i, per tant, cal mantenir-se en les pròpies conviccions. En algunes versions el moliner acaba sacrificant l'ase per no sentir més retrets, en un final infeliç que accentua les conseqüències negatives de fer massa cas de l'opinió dels altres.